# Шахтар (Шептицький)
«Шахта́р» — український аматорський футбольний клуб з міста Шептицький Львівської області. Створений у 1957 році.
З 1968 по 1970 рік виступав у радянському класі «Б». 5-разовий чемпіон Львівської області. У 2020 році ФК «Шахтар» відновився і виступає у Другій лізі Львівської Прем'єр-ліги.

## Історія
З 1957 року виступав у чемпіонаті Львівської області. У 1967 році виграв першість області і здобув право грати в радянському класі «Б». Там «Шахтар» провів 3 сезони — 1968—1970 і був середняком змагань у своїй зоні.
Зараз «Шахтар» є одним із провідних любительських футбольних клубів Львівщини, щороку бореться за медалі. У сезоні 2009 у прем'єр-лізі області посів 2-е місце. Капітан команди Володимир Підкіпняк став найкращим бомбардиром чемпіонату, забивши 11 голів. 
Команда має стадіон «Шахтар» на 3 791 сидячих місць, який приймав, зокрема 3 матчі молодіжної збірної України: у 2001 і 2003 роках — із Вірменією (1:0 і 4:0, відповідно), а 2004 року — з Грузією (6:0).
У 2014 році команда припинила своє існування. У 2020 році клуб було відновлено, після чого він заявився до  Другої ліги першості Львівської області.

## Титули та досягнення
- Чемпіон Львівщини: 1967, 1977, 1978, 1979 і 2006
- Володар Кубка України РДСТ «Авангард»: 1976 рік
- Володар Кубка Львівщини: 1979, 1981, 2007, 2013
- Чемпіон облради ДСТ «Авангард» 1978
- Володар Кубка облради ДСТ «Авангард»: 1976, 1988
- Переможець меморіалу Ернеста Юста: 2009 рік

## Відомі гравці
- Петро Данильчук
- Петро Димінський
- Юрій Дячук-Ставицький
- Ярослав Чечель
- Олег Бойчишин
- Павло Онисько
- Андрій Тлумак
- Павло Котовенко
- Юрій Войтович